# Bartolomeo Facio
Bartolomeo Facio o Fazio, latinizado Bartholomaeus Facius (La Spezia, hacia 1400-Nápoles, 1457), fue un humanista, escritor e historiador renacentista, activo en la corte de Alfonso el Magnánimo. Entre sus obras, que en gran parte quedaron manuscritas, se encuentran algunas de las primeras crónicas dedicadas a artistas.
Nacido en una familia acomodada, estudió primero en Verona con Guarino de Verona y luego en Florencia. Tras ejercer como notario en Génova y Lucca, en 1443 marchó a Nápoles como embajador y canciller de la República de Génova. Allí entró al servicio de Alfonso V de Aragón como secretario e historiador oficial, sirviendo también como preceptor del príncipe Ferrante, futuro Fernando I de Nápoles. De su misión en Nápoles dio cuenta en De rebus gestis ab Alphonso primo Neapolitarum rege, una de las fuentes primordiales para el estudio de la política y cultura napolitanas del siglo XV. Con dedicatoria al rey Alfonso escribió en 1445 una de sus obras más importantes: De vitae felicitate, un diálogo basado en escritores clásicos y cristianos en el que participan Guarino, el Panormita y Giovanni Lamola. De ella hizo una traducción libre al castellano Juan de Lucena, publicada en Zamora en 1483 con el título De Vita Beata.
También con dedicatoria al rey Alfonso escribió entre 1455 y 1457 De viris illustribus, una colección de sesenta y tres biografías de personajes contemporáneos. Entre los humanistas y escritores en lengua vulgar, que forman el grueso de los biografiados, Facio se ocupó de los escultores Donatello y Lorenzo Ghiberti junto con su hijo Vittorio, de Leon Battista Alberti al que sitúa entre los oratori, y de cuatro pintores: los italianos Pisanello y Gentile da Fabriano, y dos flamencos: Jan van Eyck y Rogier van der Weyden, lo que hace más singular la obra al tratarse de uno de los primeros italianos que se interesaron por la pintura nórdica.
Polemizó con Lorenzo Valla, que escribió un Antidotum in Facium en cuatro libros en respuesta a la Invective in Laurentium Vallam de Facio.